# Eksplozijska zaščita
Eeksplozijska zaščita se uporablja za varovanje vseh vrst zgradb in civilne strojne infrastrukture pred notranjimi in zunanjimi eksplozijami ali deflagracijami. Do nedavnega je veljalo splošno prepričanje, da stavbe eksplozija ne poruši edino v primeru, da poseduje nekakšno izredno zmogljivost upora. To prepričanje se je naslanjalo na predpostavko, da je specifični impulz oz. časovni integral pritiska, ki predstavlja dominantno karakteristiko sunka, povsem izven naše kontrole.

## Tehnike protieksplozijske zaščite

### Preprečevanje
S preprečevanjem popolnoma onemogočimo pojav eksplozije ali deflagracije, npr. s kontrolo O2, ki je nujen za eksplozijo oz. deflagracijo, s kontrolo plinov (npr. CO2 or N2) ali pa z uravnavanjem koncentracije vnetljive snovi na ravni pritiska, ki je višja ali nižja od eksplozivne meje, ali pa tudi s preprečavanjem in eliminacijo virov vžiga.

### Konstrukcijska protieksplozijska zaščita
Konstrukcijska protieksplozijska zaščita cilja na predhodno definirano, omejeno ali nično škodo, ki je posledica vpeljave zaščitnih tehnik v kombinaciji z ojačitvijo opreme ali zgradb za katere se lahko pričakuje, da bodo izpostavljene notranjim eksplozijskim pritiskom in letečim delcem ali zunanjim agresivnim trkom.

## Izbira metode protieksplozijske zaščite
Tipi protieksplozijske zaščite se v ceni dramatično razlikujejo, ne glede na to pa v primeru, da se za določen tip odločimo, še vedno lahko izbiramo tako med nacenejšimi kot najdražjimi rešitvami: eksplozijska vrata in jaški (z ozirom na količino in nekatere skupne imenovalce, lahko eni in drugi predstavljajo razumno izbiro); 'inerting': blažilci eksplozije (ang.'explosion suppression'); izolacija - ali kombinacije le-teh. Najbolj cenovno ugodna vrata imajo navadno nižje sposobnosti sprostitve pritiska; niso občutljive na obrabo okvare ali izpostavljene spremembam v sproščenem pritisku z razlikami v temperaturi, kot "'rupture membrane'" na primer so; dobro tesnijo; delovne temperature dosegajo vse do 2,000°F; in so v dobrem razmerju cena-učinkovitost v manjših količinah.